# Andranovato
 (novembre 2022).
Andranovato est un petit village de Madagascar situé à 47 km au sud de Sambava, sur la route vers Antalaha.

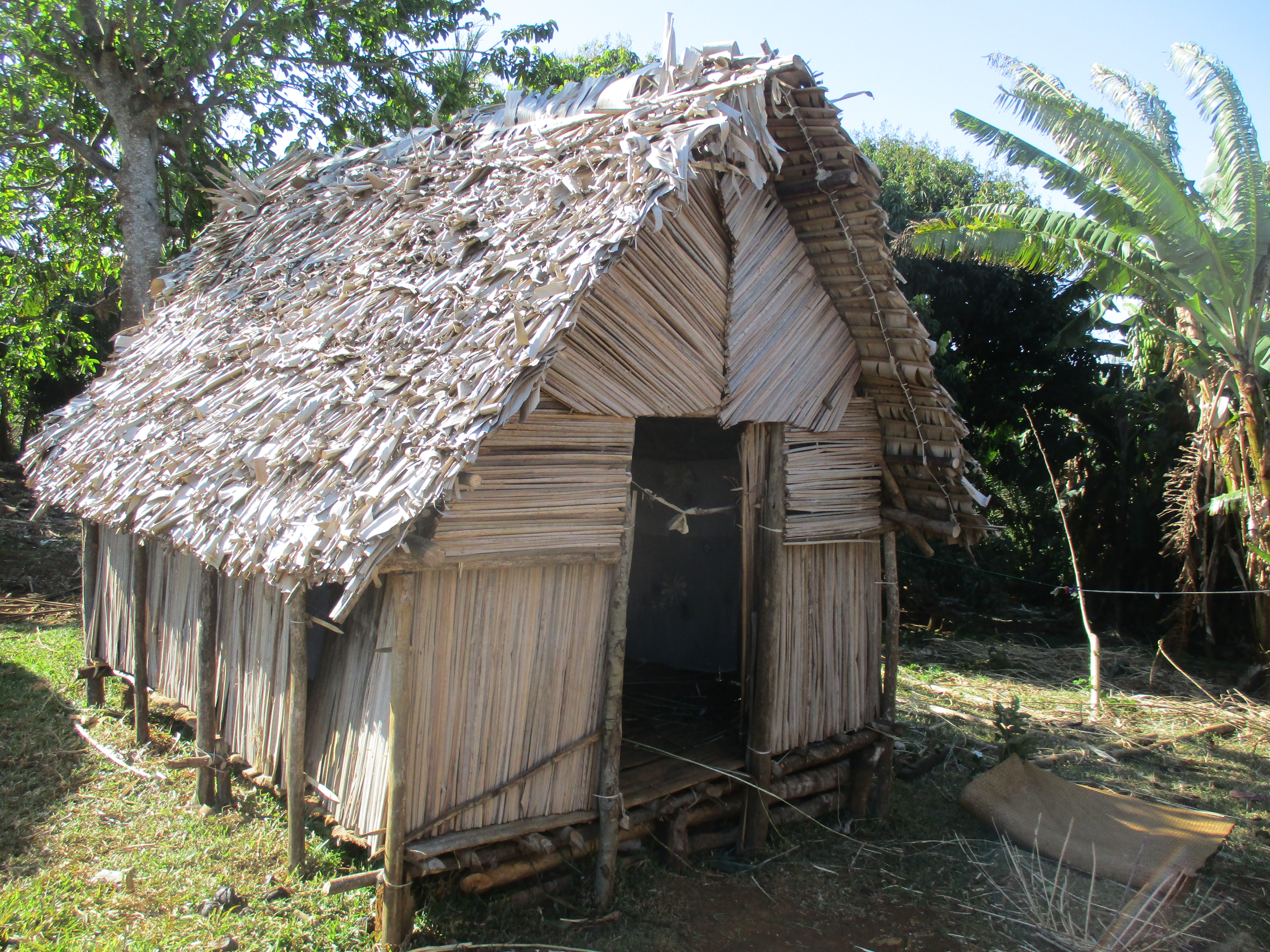
Maison traditionnelle d'Andranovato.

## Délimitation administrative
Andranovato est le chef-lieu du fokontany d’Andranovato, situé sur la commune de Farahalana, dans le district de Sambava, dans la région Sava, à Madagascar. Il est situé à une cinquantaine de kilomètres au sud de Sambava,.

## Démographie
En 2016, le fokontany comptait 550 habitants, à raison de 3 à 6 personnes par ménage. Le fokontany quant à lui comptait 997 habitants et 375 ménages.
La population est jeune avec 70 % de 0 à 18 ans, 25% de 18 à 45 ans et 5 % de plus de 45 ans.
75% des Andranovatoins sont antaimoro, 28 % betsimisaraka et 2 % autres.

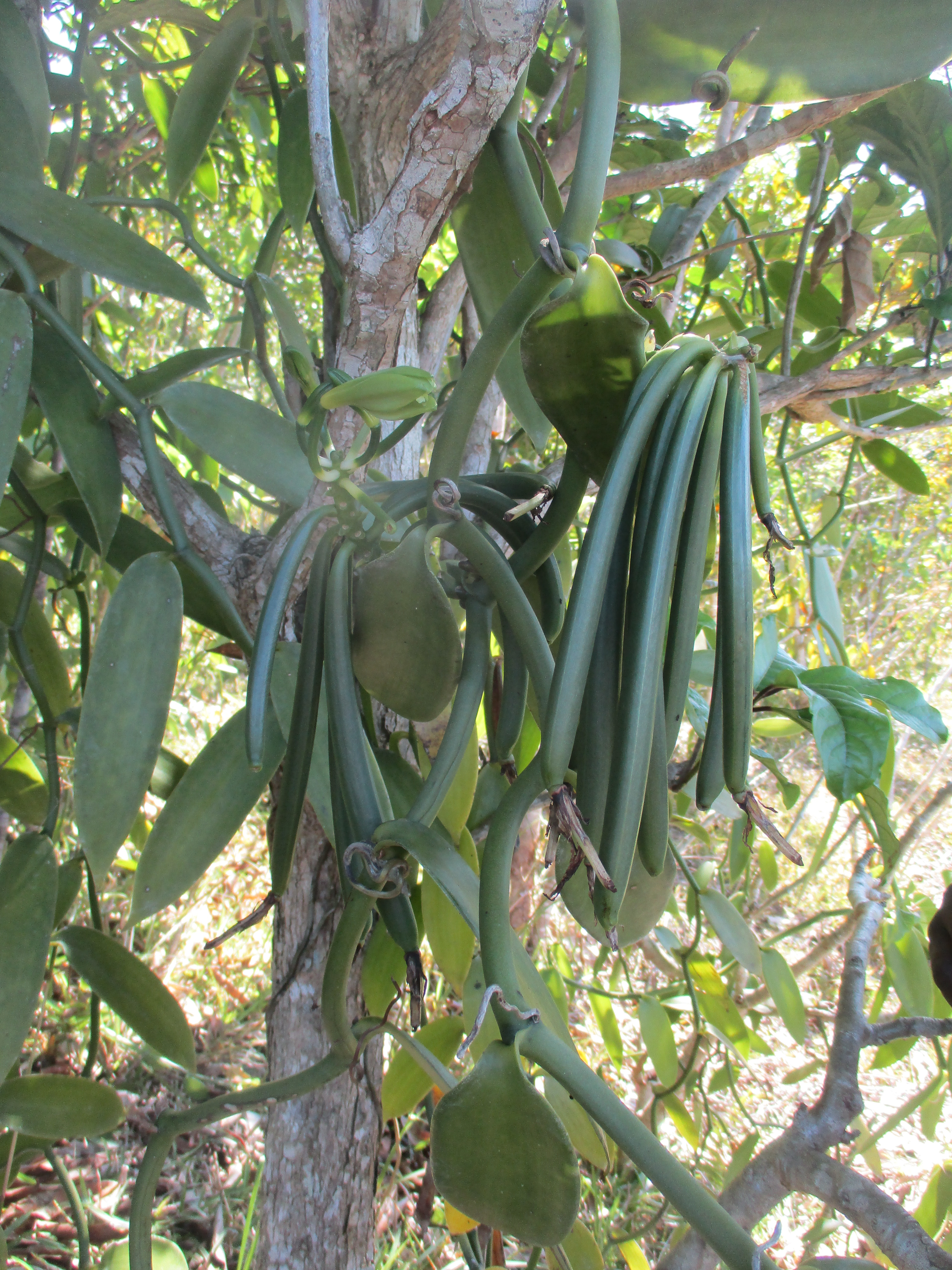
Gousse de vanille d'Andranovato

## Économie
L’activité principale locale est la culture de la vanille qui occupe environ 98% des villageois et représente plus de 80% de leurs revenus[réf. nécessaire].

## Santé
Le fokontany ne dispose d’aucune infrastructure de santé[réf. nécessaire].
Les maladies les plus fréquentes sont la diarrhée et le paludisme. Environ 40% des décès dans le village sont dus au paludisme non traité à temps[réf. nécessaire].
Le village ne contient pas de point d'eau potable : il est nécessaire de parcourir plusieurs kilomètres afin de trouver une source d'eau potable, ce qui a des conséquences importantes en matière de santé.

## Éducation
Le village dispose d’une école communautaire, avec deux salles de classe, trois enseignants, pour cinq niveaux (CP, CE1, CE2, CM1 et CM2) et 134 élèves pour l’année scolaire 2019-2020[réf. nécessaire]. Malgré cela, le taux de scolarisation reste faible.

## Sécurité
La sécurité du village est assurée par quatre quartiers mobiles[pas clair]. Le plus proche poste de la gendarmerie se trouve à Farahalana[réf. nécessaire].